# Børge A. Schmidt
Børge Angelo Schmidt (29. september 1908 i Aarhus – 27. november 1992) var en dansk arkivar og socialdemokratisk borgmester i Københavns Kommune. Børge A. Schmidt var skole- og kulturborgmester (Magistratens 1. Afdeling fra 1970 til 1978. Han afløste den konservative Ove Weikop og efterfulgtes af Bent Nebelong, der også var konservativ. Han var også medlem af Folketinget.
Han var søn af typograf Carlo Schmidt (død 1937) og hustru Marie f. Dyhrberg (død 1945), tog realeksamen (Holbæk) 1924 og blev udlært som maskinarbejder 1928. Han arbejdede som tekstilarbejder 1932-38, blev ansat i Socialdemokratisk Forbund 1938 og var arkivar i Arbejderbevægelsens Bibliotek og Arkiv 1942-70.
Han var medlem af Københavns Borgerrepræsentation fra 1950, formand for den socialdemokratiske gruppe 1962-70, borgmester for Magistratens 1. afdeling fra 1970 til 1978, formand for Socialdemokratiet i Hovedstaden 1953-67, medlem af Folketinget 1964-70, formand for Københavns Idrætsparks forretningsudvalg fra 1967, præsident for Dansk Svømme- og Livredningsforbund fra 1972. Han havde desuden forskellige politiske og faglige tillidshverv.
Børge A. Schmidt udgav 80 Louis Pio breve (1950) og redigerede Th. Stauning. Mennesket og politikeren (1964).
Schmidt blev gift 29. august 1937 med Ellen Melgaard (10. marts 1908 i København – ?), datter af borgmester Vilhelm Melgaard og hustru Kirstine f. Nielsen.